# ʠ
ʠ – litera alfabetu łacińskiego, utworzona przez dodanie haczyka do litery q. Była używana w Międzynarodowym Alfabecie Fonetycznym dla oznaczenia spółgłoski bezdźwięcznej, uwularnej, implozywnej. Wyszła z użycia w 1993 roku, zastąpił ją symbol [ʛ̥].